# Гюссінг (округ)
Округ Гюссінг (нім. Güssing) — округ в австрійській федеральній землі Бургенланд. Адміністративний центр округу — місто Гюссінг.

## Населення
Населення округу за роками за даними статистичного бюро Австрії

## Виноски
- Офіційна сторінка [Архівовано 3 вересня 2018 у Wayback Machine.](нім.)